# Rita Egede
Rita Egede (* 1966 oder 1967) ist eine ehemalige grönländische Handballspielerin.

## Leben und Karriere
Rita Egede stand bei der Handball-Weltmeisterschaft 2001 im Kader der grönländischen Nationalmannschaft, die sich zum ersten und bislang einzigen Mal in der Geschichte für dieses Turnier qualifizieren konnte und dabei unter 24 teilnehmenden Mannschaften den letzten Platz belegte. Sie debütierte bereits am 27. Dezember 1998 bei der 16:37-Niederlage gegen Island für die Nationalmannschaft – im ersten Länderspiel der Grönländerinnen überhaupt – und bestritt insgesamt neun Länderspiele, in denen sie 15 Treffer erzielte.
Auf Vereinsebene spielte Egede zunächst für den Serienmeister NÛK, wechselte 1989 allerdings zum Konkurrenten GSS Nuuk. Gemeinsam mit ihrem Ehemann Kristian Heilmann baute sie die dortige Handballabteilung mit Fokus auf der Kinder- und Jugendarbeit sowie dem Frauenhandball auf. Im Juni 2012 wurde dem Ehepaar für ihr ehrenamtliches Engagement von Brugseni der mit 100.000 Kronen dotierte Årets Pris zuerkannt.